# 劉涵竹
劉涵竹（1982年12月16日—）曾任非凡新聞台記者兼主播、三立iNEWS主播、中天新聞台主播、東森財經新聞台主播、《57全能事務所》主持人、東風衛視《yes！潮有型》節目主持人、Vidol《全民攻房戰》網路節目主持人。

## 學歷
- 中正國小
- 高雄女中
- 國立政治大學外交系

## 經歷
- 三立iNEWS主播
- 非凡新聞台主播
- 中天新聞台主播[3][4][5]
- 東森財經新聞台主播、主持人
- 東風衛視《yes！潮有型》節目主持人
- 亞洲廣播網《竹你好運》節目主持人
- 東森財經新聞台《57全能事務所》主持人（2023年6月12日－2023年12月16日）

## 外部連結
- 劉涵竹｜東森財經新聞 （页面存档备份，存于）
- 主播 劉涵竹的Facebook專頁
- 劉涵竹的Instagram帳戶
- 劉涵竹的新浪微博